# Alexandr Nikolajevič Dejč
Alexandr Nikolajevič Dejč (rusky Александр Николаевич Дейч) (31. prosince 1899 Reni, Besarabská gubernie – 22. listopadu 1986) byl ruský astronom, který se zabýval fotografickou astrometrií a stelární astronomií. Dne 5. července 1929 objevil planetku 1148 Rarahu.

## Vědecké práce
- A. N. Dejč a V. V. Lavdovskij. Vlastní pohyby 3188 hvězd v pěti zvláštních oblastech Kaptejn (rusky Собственные движения 3188 звёзд в пяти специальных площадях Каптейна). Oznámení GAO č. 141, 1947.
- A. N. Dejč, V. V. Lavdovskij, N. V. Fatčichin. Katalog 1508 vněgalactických mlhoviny v 157 zónách nebe od + 90° až −5 ° deklinace zvolené pro stanovení vlastních pohybů hvězd (rusky Каталог 1508 внегалактических туманностей в 157 площадках неба зоны от +90° до −5° склонения, избранных для определения собственных движений звёзд). Oznámení GAO, č. 154, 1955.